# Palacio de los Condes de Frigiliana
El palacio de los Condes de Frigiliana, también conocido como El Ingenio, es un inmueble de la localidad de Frigiliana, provincia de Málaga (Andalucía, España).

## Descripción
Finalizado el siglo XVI, los Manrique de Lara, que poseían el señorío de Frigiliana y sus tierras desde 1508, levantaron su casa solariega. 
Se trata de un gran edificio, de estilo renacentista. Ocupa una superficie de más de 2.000 metros cuadrados, se construyó en parte con materiales procedentes del castillo árabe. 
Hoy todavía se puede apreciar la capilla, salones, escaleras, techumbre, puertas, herrajes, caballerizas como eran hace más de cuatrocientos años. Resulta interesante, en la fachada, los bellos esgrafiados, las antiguas rejas, los balcones, el reloj de sol y las hornacinas, que estuvieron consagradas a San Raimundo y a la Virgen del Carmen (de hecho, los envases de la miel llevan este nombre).  
En 1930 Don Manuel Falcó y Álvarez de Toledo, conde de Frigiliana, hizo escritura de venta de sus propiedades en estos lugares, por la cantidad de 140.000 ptas, a favor de la familia de la Torre y desde entonces son ellos los dueños del Ingenio.
El escudo que perteneció a los Montellano, sucesores en el condado de Frigiliana, cuyo título data de 1705 campeó en la fachada del Ingenio. Hace poco, la "Sociedad de la Torre" lo donó al ayuntamiento y fue colocado en el frontón de la fuente ubicada en la calle Real a la altura del número 11.  En la actualidad esta enorme mansión está destinada a la fabricación de la única miel de caña que se produce en Europa.